# Cyrilice
Cyrilice (též cyrilika) je písmo původně vytvořené pro zápis staroslověnštiny a posléze používané pro zápis církevní slovanštiny, která na staroslověnštinu navázala. Cyrilici sloužila za vzor velká řecká abeceda. V češtině se označení „cyrilice“ často užívá jen pro starou formu tohoto písma, sloužící k zápisu staroslověnštiny a církevní slovanštiny, kdežto národní abecedy, které vývojem cyrilice vznikly, se označují jako azbuka. Slovo azbuka je zkratkou, utvořenou ze začátečních hlásek názvů prvních písmen abecedy: a (az), b (buki); obdobně jsou odvozena i pojmenování jiných písemných soustav, např. „abeceda“, „alfabeta“, „alefbet“, „abugida“ nebo „bopomofo“.
Cyrilice se používá pro zápis sedmi živých slovanských jazyků: bulharštiny, makedonštiny, srbochorvatštiny (resp. srbštiny, černohorštiny a částečně i bosenštiny), ukrajinštiny, běloruštiny, rusínštiny a ruštiny; jakož i mnoha neslovanských jazyků na území bývalého Sovětského svazu (kyrgyzština, tatarština, baškirština, čečenština, čuvaština atd.) a jeho satelitních států (mongolština). Do roku 1860 se cyrilice používala i v Rumunsku, až do roku 1989 také v Moldavsku, kde byla pak nahrazena latinkou. Na latinku také přešly některé další jazyky států vzniklých rozpadem SSSR, např. azerština, turkmenština, uzbečtina a kazaština.

## Historie
Přestože podle názvu písma se může zdát, že by tvůrcem cyrilice mohl být svatý Cyril (Konstantin), není tomu tak. Cyril vytvořil složitější a starší písmo hlaholici v 60. letech 9. století, zatímco cyrilice vznikla až koncem 9. století v Bulharsku (Cyrillus et Methudius inventis Bulgarorum litteris) jako výraz jasného příklonu k byzantské kulturní sféře, o nějž usilovali zejména řečtí duchovní na slovanských územích. Cyrilice jim byla díky svému původu v řeckém písmu bližší; je navíc jednodušší a praktičtější než hlaholice. Autorství cyrilice se sice připisuje Metodějovu žáku Klimentovi Ochridskému, důkazy však chybí. Pravděpodobnější ale bude, že autorem byl žák sv. Metoděje Konstantin zvaný Presbyter, který působil v novém hlavním městě První bulharské říše v Preslavi jako biskup. Tady bylo hlaholské písmo nahrazené cyrilikou. 
V 11. století se těžiště slovanské vzdělanosti přeneslo z Bulharska do Kyjeva, odkud se cyrilice šířila dále.
Zásadní reforma církevně-slovanské cyrilice byla provedena v Rusku za Petra Velikého v letech 1708–1711, kdy byla některá písmena upravena (Ѧ na Я) a jiná méně používaná písmena vypuštěna (Ѯ, Ѱ, Ѡ). Toto písmo nazývané graždanka („občanské písmo“) odpovídalo už tvary současnému písmu používanému v Rusku. Protože to však představovalo určité přiblížení k latince (latinizace), bylo zpočátku odmítáno zejména v církevní sféře. Později se však prosadilo i u ostatních pravoslavných Slovanů. Poslední úprava písma v Rusku byla provedena v letech 1917–1918, kdy byla čtyři méně používaná písmena (I/i, Ѣ/ѣ, Ѳ/ѳ, Ѵ/ѵ) z azbuky vypuštěna.

## Znaky

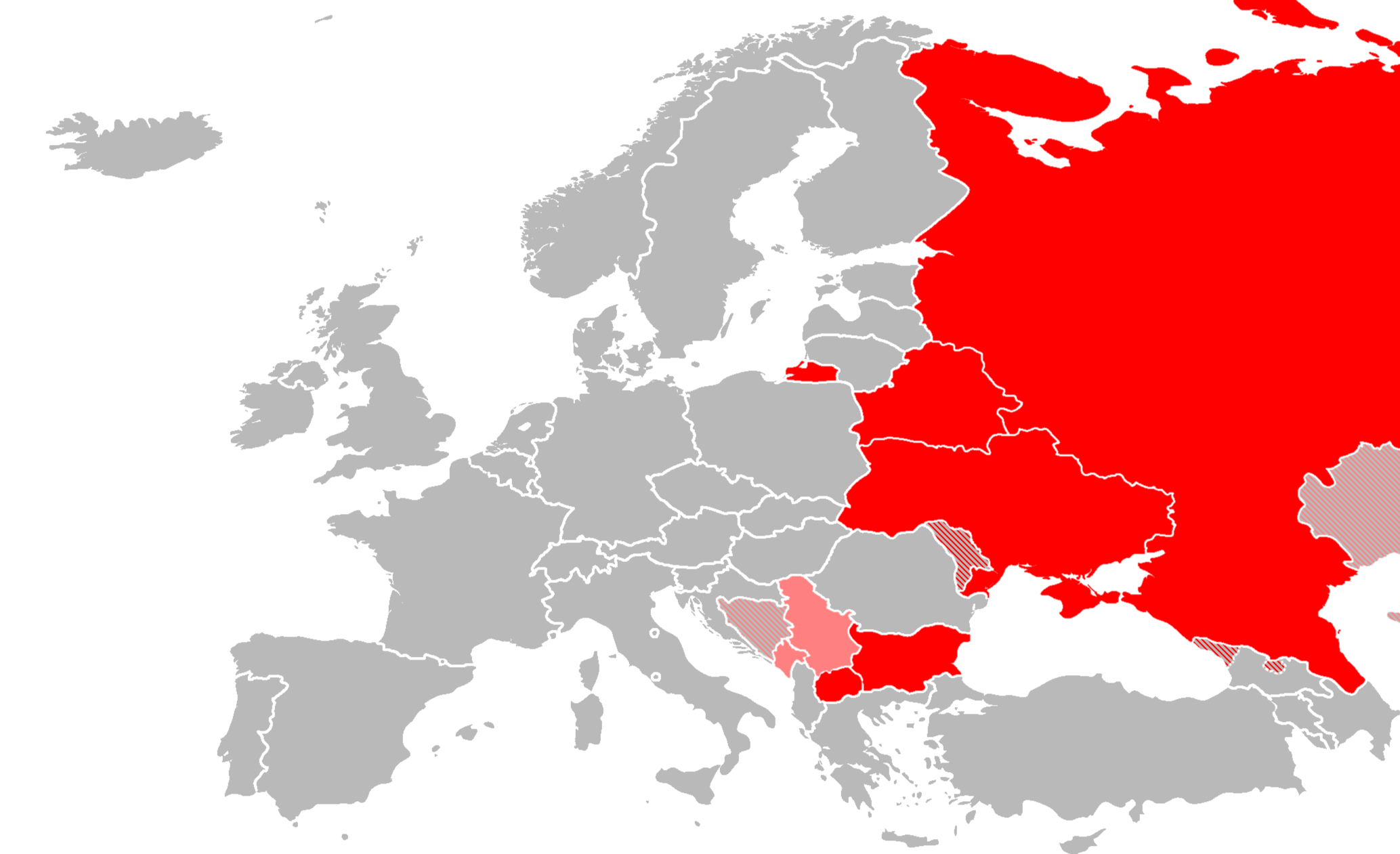
Mapa rozšíření cyrilice v Evropě

Mapa rozšíření cyrilice celosvětově

### Původní cyrilice
Původní cyrilice kolem roku 900 vypadala takto:
Tvary písmen a pořadí abecedy v církevní slovanštině ruské redakce:
Názvy písmen (ke každému písmenu bylo přiřazeno slovo, má se za to, že existovala báseň, kde se tato slova vyskytovala): az – buki – vedi – glagol’ – dobro – jesť – živjote – dzelo – zemlja – iže – i – kako – ljudi – myslete – naš – on – pokoj – rcy – slovo – tvjordo – uk – fert – cher – omega – červ’ – cy – ša – šta – jer – jery – jer’ – jať – ju – ja – jotované jesť – malý jus – jotovaný malý jus – velký jus – jotovaný velký jus – ksi – psi – fita – ižica.

### Moderní cyrilice
Tvar písmen se během času měnil, některá písmena zanikla úplně, jiná se pro potřeby nových jazyků zavedla. Vzhled a pořadí písmen v abecedě (tj. azbuce) se rovněž liší zdroj od zdroje. Znaky, které se nevyskytují v ruské azbuce, anebo mají jinou výslovnost, jsou doplněné v závorce o informaci o významu (nejdříve český či nejbližší ekvivalent, a pak popis v IPA, je-li ovšem k dispozici).
| Běloruská  | А | Б | В | Г (H) |       | Д |       | Е | Ё |       | Ж | З |        |       | І |        | Й | К | Л |        | М | Н |
| Bulharská  | А | Б | В | Г     |       | Д |       | Е |   |       | Ж | З |        | И     |   |        | Й | К | Л |        | М | Н |
| Makedonská | А | Б | В | Г     |       | Д | Ѓ (đ) | Е |   |       | Ж | З | Ѕ (Dz) | И     |   |        | Ј | К | Л | Љ (Lj) | М | Н |
| Ruská      | А | Б | В | Г     |       | Д |       | Е | Ё |       | Ж | З |        | И     |   |        | Й | К | Л |        | М | Н |
| Srbská     | А | Б | В | Г     |       | Д | Ђ (đ) | Е |   |       | Ж | З |        | И     |   |        | Ј | К | Л | Љ (Lj) | М | Н |
| Ukrajinská | А | Б | В | Г (H) | Ґ (G) | Д |       | Е |   | Є (Ě) | Ж | З |        | И (Y) | І | Ї (ji) | Й | К | Л |        | М | Н |

| Běloruská  |       | О | П | Р | С | Т |       | У | Ў (Ł) | Ф | Х | Ц | Ч |        | Ш |           |         | Ы | Ь | Э | Ю | Я |
| Bulharská  |       | О | П | Р | С | Т |       | У |       | Ф | Х | Ц | Ч |        | Ш | Щ (Št/ʃt) | Ъ (ă/ə) |   | Ь |   | Ю | Я |
| Makedonská | Њ (Ň) | О | П | Р | С | Т | Ќ (Ć) | У |       | Ф | Х | Ц | Ч | Џ (Dž) | Ш |           |         |   |   |   |   |   |
| Ruská      |       | О | П | Р | С | Т |       | У |       | Ф | Х | Ц | Ч |        | Ш | Щ         | Ъ       | Ы | Ь | Э | Ю | Я |
| Srbská     | Њ (Ň) | О | П | Р | С | Т | Ћ (Ć) | У |       | Ф | Х | Ц | Ч | Џ (Dž) | Ш |           |         |   |   |   |   |   |
| Ukrajinská |       | О | П | Р | С | Т |       | У |       | Ф | Х | Ц | Ч |        | Ш | Щ         |         |   | Ь |   | Ю | Я |

Zde je přehled základní, majuskulní podoby („velká písmena“):
| písmeno | název                     | přepis | výslovnost | výslovnost v ruské církevní slovanštině                              |
| А       | azъ                       | A      | [a]        | [a]                                                                  |
| Б       | buky                      | B      | [b]        | [b]                                                                  |
| В       | vědi                      | V      | [v]        | [v]                                                                  |
| Г       | glagoľь                   | G      | [g]        | [γ]                                                                  |
| Д       | dobro                     | D      | [d]        | [d]                                                                  |
| Е       | estь                      | E      | [ɛ]        | [jɛ] (na začátku slova se psalo písmeno Є)                           |
| Ж       | živěte                    | Ž      | [ʒ]        | [ʒ]                                                                  |
| Ѕ       | dzělo                     | Dz     | [ʣ]        | [z]                                                                  |
| З       | zemlja                    | Z      | [z]        | [z]                                                                  |
| И       | iže                       | I      | [i]        | [i] (s variantou Й [j])                                              |
| І       | ї                         | Ï      | [i]        | [i]                                                                  |
| К       | kako                      | K      | [k]        | [k]                                                                  |
| Л       | ljudje                    | L      | [l]        | [l]                                                                  |
| М       | myslite                   | M      | [m]        | [m]                                                                  |
| Н       | našь                      | N      | [n]        | [n]                                                                  |
| О       | onъ                       | O      | [o]        | [o] (na začátku slova se psalo písmeno Ѻ)                            |
| П       | pokojь                    | P      | [p]        | [p]                                                                  |
| Р       | rьcy                      | R      | [r]        | [r]                                                                  |
| С       | slovo                     | S      | [s]        | [s]                                                                  |
| Т       | tvrьdo                    | T      | [t]        | [t]                                                                  |
| Ѹ       | ukъ                       | U      | [u]        | [u] (na začátku slova se psalo písmeno ОУ)                           |
| Ф       | frьtъ                     | F      | [f]        | [f]                                                                  |
| Х       | chěrъ                     | Ch     | [x]        | [x]                                                                  |
| Ѡ       | otъ                       | Ō      | [o:]       | [o] (většinou se používala varianta Ѿ [ot])                          |
| Ц       | cy                        | C      | [ʦ]        | [ʦ]                                                                  |
| Ч       | červь                     | Č      | [ʧ]        | [ʧ]                                                                  |
| Ш       | ša                        | Š      | [ʃ]        | [ʃ]                                                                  |
| Щ       | šta                       | Šč     | [ʃt]       | [ʃʧ]                                                                 |
| Ъ       | jerъ                      | Ъ      | [ʌ]        | nevyslovuje se                                                       |
| Ы       | jery                      | Y      | [y]        | [y]                                                                  |
| Ь       | jerь                      | Ь      | [ɪ]        | měkčí předcházející souhlásku, nevyslovuje se                        |
| Ѣ       | jatь                      | Ě      | [jæ]       | [je], na začátku slova [ja]                                          |
| Ю       | ju                        | Ju     | [ju]       | [ju]                                                                 |
| Я       | ja                        | Ja     | [ja]       | [ja], psalo se jen na začátku slova (jinak se používal malý jus - Ѧ) |
| Ѥ       | je                        | Je     | [je]       | nepoužívalo se                                                       |
| Ѧ       | ęsъ (malý jus)            | Ę      | [ɛ̃]        | [ja]                                                                 |
| Ѩ       | jęsъ (jotovaný malý jus)  | Ję     | [iɛ̃]       | nepoužíval se                                                        |
| Ѫ       | ǫsъ (velký jus)           | Ǫ      | [ɔ̃]        | nepoužíval se                                                        |
| Ѭ       | jǫsъ (jotovaný velký jus) | Jǫ     | [iɔ̃]       | nepoužíval se                                                        |
| Ѯ       | ksi                       | Ks, Ξ  | [ks]       | [ks]                                                                 |
| Ѱ       | psi                       | Ps, Ψ  | [ps]       | [ps]                                                                 |
| Ѳ       | fita                      | Th, Θ  | [t,θ,f]    | [f]                                                                  |
| Ѵ       | ižica                     | Ÿ      | [ɪ,y]      | [i]                                                                  |

Ižica se vyslovovala V po A a E, jinak I. Jer (tvrdý znak) zřejmě odpovídá dnešní výslovnosti v bulharštině, tj. šlo o podobnou samohlásku jako v anglickém jazyce „a“. Často se psal na konci slov, která by jinak končila souhláskou, např. богъ = bůh.
Co do počtu uživatelů je dnes nejrozšířenější ruská cyrilice, tzv. azbuka, která obsahuje následující znaky:
| А | Б | В | Г | Д | Е | Ё | Ж | З | И | Й |
| К | Л | М | Н | О | П | Р | С | Т | У | Ф |
| Х | Ц | Ч | Ш | Щ | Ъ | Ы | Ь | Э | Ю | Я |

- Ukrajinština používá navíc písmena Є, І, Ї, Ґ; naopak nepoužívá např. Ё, Ъ, Ы, Э. Г se v ní nečte G, ale H.
- Běloruština používá navíc písmena І, Ў, Ґ; Ў se čte podobně jako polské Ł; nepoužívá např. И, Щ, Ъ. Г se v ní nečte G, ale H přesněji jako ostré CH [ɣ]
- Srbština používá Ј místo Й a nepoužívá písmena Ю, Я. Navíc má Ђ (Đ), Ћ (Ć), Љ (Lj), Њ (Nj) a Џ (Dž) –⁠ písmena v závorce jsou jejich ekvivalenty v srbské/chorvatské latince.
- Černohorština používá Ј místo Й a nepoužívá písmena Ю, Я. Navíc má Ђ (Đ), Ћ (Ć), Љ (Lj), Њ (Nj), Џ (Dž), С́ (Ś), З́ (Ź) –⁠ písmena v závorce jsou jejich ekvivalenty v černohorské latince.
- Makedonština po vzoru srbštiny používá Ј místo Й a nepoužívá písmena Ю, Я. Navíc má Љ (Lj), Њ (Nj), Ѕ (Dz) a Џ (Dž), místo Ђ má Ѓ a místo Ћ má Ќ –⁠ písmena v závorce jsou jejich ekvivalenty v latince.
- Bulharština čte Щ jako Št, ne Šč; Ъ v ní reprezentuje stejnou samohlásku jako rumunské Ă.
- Mongolština má navíc znaky Ө/ө, Ү/ү (někdy se píše jako V/v). Písmena Ж (Ž) a З (Z) se čtou a vyslovují jako Dž a Dz.

Následující tabulka minuskulní azbuky („malá písmena“) ukazuje rozdíly mezi kolmým a kurzívním písmem ruské azbuky. Některé kurzívní znaky jsou značně odlišné.
| а | б | в | г | д | е | ё | ж | з | и | й | к | л | м | н | о | п | р | с | т | у | ф | х | ц | ч | ш | щ | ъ | ы | ь | э | ю | я |
| а | б | в | г | д | е | ё | ж | з | и | й | к | л | м | н | о | п | р | с | т | у | ф | х | ц | ч | ш | щ | ъ | ы | ь | э | ю | я |

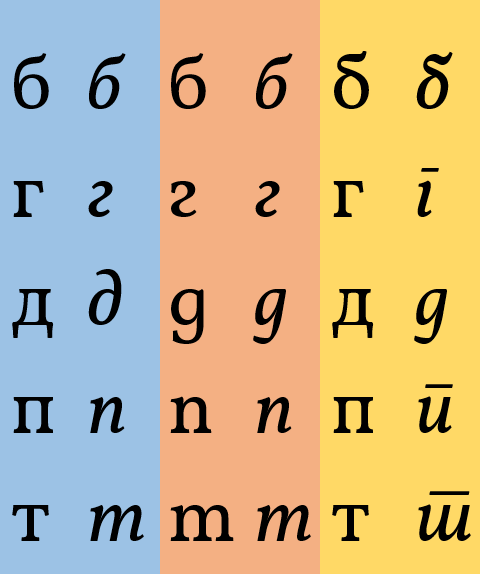
Porovnání písmen v ruské kurzivě (vlevo), v bulharské (uprostřed) a v srbské a makedonské kurzivě (vpravo).

V bulharštině se často vyskytují v tištěném textu písmena v tzv. „rukopisném stylu“, ve kterém jsou některá písmena naprosto odlišná i v základním (kolmém) typu písma a který je podobný kurzivě. V tomto stylu se písmeno д píše podobně jako malé „g“ v latince, písmeno т jako malé „m“ v latince, písmeno и jako malé „u“ v latince, písmeno п jako malé „n“ v latince, písmeno г jako zrcadlově otočené „s“ v latince, písmeno к jako malé „k“ v latince a písmeno л se píše podobně jako vzhůru nohama obrácené „v“ tedy podobně jako řecká Λ.

## Číslice cyrilice
Číslice cyrilice je číselná soustava odvozená od cyrilice, která vznikla v První bulharské říši na konci 10. století. Soustava se používala v První bulharské říši a u jižních a východních Slovanů. Tento systém byl používán v Rusku nejpozději až do počátku 18. století, kdy ho Petr Veliký nahradil v rámci své iniciativy občanské reformy písma arabskými číslicemi. Číslice cyrilice hrály také roli v plánech měnové reformy Petra Velikého, stříbrné kopějky vydané po roce 1696 a strojně ražených mincí vydaných mezi 1700 a 1722 s vepsaným datem pomocí číslic cyrilice. Do roku 1725 byly ruské imperiální mince převedeny na arabské číslice. Číslice cyrilice lze stále nalézt v knihách napsaných v jazyce církevní slovanštiny.